# Алкмеон (син Сілла)
Алкмеон (*Ἀλκμαίων) — легендарний засновник роду Алкмеонідів.

## Життєпис
Є більш міфологічним персонажем. Син Сілла та онук Фрасімеда, правнук Нестора, царя Пілоса. За легендами, залишив родові володіння в Мессенії, рятуючись від дорійського завоювання, і разом з іншими іонійцями, яких очолював цар Мелант, оселився в Аттіці. Відповідно до пізніх лексикографів Алкмеон був сучасником Тесея.